# Selim Erk
Selim Erk (* 9. September 1990 in Herne) ist ein deutsch-türkischer Fußballschiedsrichter.

## Karriere
Erk absolvierte mit 15 Jahren die Schiedsrichterprüfung im Fußballkreis Herne. Bereits im Alter von 17 Jahren wurde er bei Herrenspielen eingesetzt und konnte in der Saison 2013/14 den Aufstieg in die fünftklassige Oberliga Westfalen verzeichnen. Zudem wurde er als Schiedsrichterassistent in der viertklassigen Regionalliga West eingesetzt. In der Saison 2012/13 war er als Schiedsrichterassistent in der A-Junioren-Bundesliga im Einsatz. Zur Saison 2016/17 stieg Erk als Schiedsrichter in die Regionalliga West auf.
Im Jahr 2022 assistierte er Leonidas Exuzidis beim Westfalenpokal-Finale zwischen dem SC Preußen Münster und dem SV Rödinghausen.
Im Rahmen des Schiedsrichter-Austauschs zwischen dem westdeutschen und dem luxemburgischen Fußballverband hat Erk zwei Spiele in der luxemburgischen ersten Liga geleitet.
Erk engagiert sich ehrenamtlich im Fußballkreis Herne und ist dort Beisitzer im Kreisschiedsrichterausschuss.  Sein Heimatverein ist die SpVg Arminia Holsterhausen. 

## Privates
Erk ist verheiratet und hat zwei Kinder. Sie wohnen gemeinsam in Herne. Beruflich ist er als Unternehmensberater für IT-Sicherheit tätig und hat Angewandte Informatik an der Universität Duisburg-Essen sowie IT-Sicherheit an der Ruhr-Universität Bochum studiert.